# Задніпровський Володимир Миколайович
Володимир Миколайович Задніпровський (нар. 2 червня 1959, Київ) — український кіно- та театральний актор, заслужений артист України.

## Життєпис
Народився 1959 року у Києві.
Освіту здобув у Київському театральному інституті ім. І. Карпенка-Карого. Після закінчення навчання працював у Київському театрі російської драми ім. Лесі Українки. Сьогодні Володимир Задніпровський є актором Київського театру драми і комедії на лівому березі Дніпра.

## Ролі в театрі
- Кафедра (1979)
- П'ять днів у липні (Пять дней в июле) (1980)
- Вишневий сад (Вишневый сад) (1980)
- Снігова королева (Снежная королева) (1981)
- Гравець (Игрок) (1982)
- Межа спокою (Предел спокойствия) (1982)
- Я, бабуся, Іліко та Іларіон (Я, бабушка, Илико и Илларион) (1982)
- Не був… не перебував… не брав участі (Не был… не состоял… не участвовал) (1982)
- Філумена Мартурано (Филумена Мартурано) (1983)
- З життя комах (Из жизни насекомых) (1983)
- Я прийшов надати вам волю (Я пришел дать вам волю) (1984)
- ОБЭЖ (1985)
- Рядові (Рядовые) (1985)
- Острів скарбів (Остров сокровищ) (1985)
- Матінка Кураж та її діти (Мамаша Кураж и ее дети) (1986)
- Горбоконик (Конек-Горбунок) (1988)
- Перламутрова Зинаїда (Перламутровая Зинаида) (1988)
- Криваве весілля (Кровавая свадьба) (1988)
- Уроки музики (Уроки музыки) (1989)
- Савва (1990)
- Дама без камелій (Дама без камелий) (1991)
- Посол (1992)
- Загадка дому Верньє (Загадка дома Вернье) (1992)
- Веселися, коли наказують (Веселись, когда велят) (1992)
- Молоді роки Людовіка ХІ (Молодые годы короля Людовика XI) (1993)
- Благо — дарю! (1993)
- Королівські ігри (Королевские игры) (1997)
- Таємниці мадридського двору (Тайны мадридского двора) (2000)

Київський академічний театр драми і комедії на лівому березі Дніпра
- Герцог Бекінгем — «Річард ІІІ»
- Чебутикін Іван Романович — «Три сестри»
- Меф Поттер — «Том Сойєр»
- Джон Камменґс — «Рожевий міст» («Розовый мост»)
- Міронов — «Голубчики мои!…»
- Капулетті — «Ромео і Джульєтта»
- Громадянин — «Возвращение блудного отца»
- Грабіжник — «Глядачі на спектакль не допускаються!» («Зрители на спектакль не допускаются!»)

## Фільмографія
| Рік  | Фільм                                    | Роль                  |
| ---- | ---------------------------------------- | --------------------- |
| 1993 | Пастка (телесеріал)                      |                       |
| 1993 | Спосіб вбивства                          |                       |
| 2001 | На полі крові. Aceldama                  | Юда                   |
| 2004 | Попіл Фенікса (телесеріал)               |                       |
| 2004 | Російські ліки (телесеріал)              | Лікар клініки «Борис» |
| 2004 | Сорочинський ярмарок                     | Купець з Москви       |
| 2005 | Золоті хлопці (телесеріал)               |                       |
| 2005 | Леся+Рома (телесеріал)                   | Батько Роми           |
| 2006 | Дев'ять життів Нестора Махна             | Лейба                 |
| 2006 | Леся+Рома. Не наїжджай на Діда Мороза!   | Батько Роми           |
| 2007 | Битва божих корівок (телевізійний фільм) | Метелиця              |
| 2008 | Чоловік для життя                        | Безпритульний         |
| 2009 | Хлібний день                             |                       |
| 2009 | Тільки кохання (телесеріал)              | Еммануїл, дідусь Маші |
| 2009 | Диво (телесеріал)                        | Психіатр              |
| 2011 | Білі троянди надії (телесеріал)          | Лікар                 |
| 2011 | Хто кому хто                             |                       |
| 2016 | Село на мільйон                          | Юхим Кібець           |
| 2019 | Пекельна Хоругва, або Різдво Козацьке    | Шинкар Лейба          |

## Озвучування

### Українською мовою
- Неслухняна мама — (озвучення кіностудії «Київнаукфільм»)

### Російською мовою
- 1984 — Доктор Айболить (телесеріал)
- 1985 — Крокодил та сонце (короткометражний фільм)
- 1985 — Дякую, доктор! (короткометражний фільм)
- 1988 — Острів скарбів — пірат-боягуз
- 1992 — Повернення на острів скарбів — пірат-боягуз
- 2007 — Пригоди бравого солдата Швейка